# قتيبة بن مسلم الباهلي
قتيبة بن مسلم بن عمرو بن الحُصَين الباهلي (49 هـ - 96 ه‍ / 669 م - 715 م) قائد مسلم عربي عراقي شهير قاد الفتوحات الإسلامية في بلاد أسيا الوسطى في القرن الأول الهجري.
هو قتيبة بن مسلم بن عمرو بن حصين بن ربيعة أبو حفص الباهلي، وكان أبوه 'مسلم بن عمرو' من أصحاب 'مصعب بن الزبير' والي العراق من قبل أخيه أمير المؤمنين عبد الله بن الزبير، وقاتل معه في حربه ضد عبد الملك بن مروان سنة 72 هجرية، وقد نشأ قتيبة على ظهور الخيل رفيقاً للسيف والرمح، محباً للفروسية، وقد أبدى شجاعة فائقة وموهبة قيادية فذة، لفتت إليه الأنظار خاصة من القائد العظيم المهلب بن أبي صفرة وكان خبيراً في معرفة الأبطال ومعادن الرجال فتفرس فيه أنه سيكون من أعظم أبطال الإسلام، فأوصى به لوالى العراق الحجاج بن يوسف الثقفي الذي كان يحب الأبطال والشجعان، فانتدبه لبعض المهام ليختبره بها ويعلم مدى صحة ترشيح المهلب له، وهل سيصلح للمهمة التي سيوكلها له بعد ذلك أم لا.
فتح خوارزم وبخارى، وسمرقند، بلخ، كاشغر أستشهد سنة 96 هـ، وعمره 48 سنة.
ولد قتيبة في بيت إمرة وقيادة وحكم في مدينة البصرة عام 49هـ/ 669م لأسرة من قبيلة باهلة العربية، ولما ترعرع تعلم العلم والفقه والقرآن، ثم تعلم الفروسية وفنون الحرب، فظهر فيه النبوغ وهو شاب في مقتبل شبابه.

## نسبه
ذكر قتيبة أباه ومَعشرَه وبلدَه مُثنياً على نفسه في إحدى خُطبه لأهل خراسان وذكّرهم بأنه عراقي النسب والهوى، إذ قال "انسبوني تجدوني عراقيَّ الأم، عراقيَّ الأب، عراقيَّ المولد، عراقيَّ الهوى والرأي والدين"،
قتيبة بن مسلم بن عمرو بن الحُصين بن ربيعة بن خالد بن أسيد الخير بن قُضاعي بن هلال بن سلامة بن ثعلبة بن وائل بن معن بن مالك بن أعصر الباهلي.
ووالدة قتيبة بن مسلم من باهلة وخالة هو سلمان بْن أَبِي زُهَيْر وفيه يَقُولُ الشَّاعِر:
أليس من الخير لو تعلمين... سُرادق سلمان من باهلة.

## النشأة وبدايات جهاده
ولد قتيبة في بيت إمرة وقيادة في البصرة سنة 49 هـ لأسرة من قبيلة باهلة النجدية، ولما ترعرع تعلم العلم والفقه والقرآن، ثم تعلم الفروسية وفنون الحرب، فظهر فيه النبوغ وهو شاب في مقتبل شبابه، فولّاه عبد الملك بن مروان الري، وولّاه أيضاً ولاية خراسان وقد كانت حينها من أعمال العراق يوم ذاك وهي تحت إمرة الحجاج، فلم يعبأ بشيء سوى الجهاد، فلما وصل خراسان سنة 86هـ علا بهمته إلى فتح بلاد ما وراء النهرين، ونشر دين الإسلام فيها وأقام بخراسان ثلاث عشرة سنة.

## فتوحاته
ثم استعرض جيشه وابتدأ مسيرته إلى فتح الشرق كله، ففتح المدائن مثل خوارزم وسجستان، حتى وصل إلى سمرقند فحاصرها حصاراً شديداً حتى صالحه أهلها على أموال كثيرة جداً، وفطن له الصغد فجمعوا له الجموع فقاتلهم في شومان قتالاً عنيفاً حتى هزمهم، وسار نحو بيكند وهي آخر مدن بخارى، فجمعوا له الجموع من الصغد ومن والأهم فأحاطوا به من كل مكان، وكان له عيون (جواسيس) من الأعداء يمدونه بالأخبار فأعطاهم الأعداء أموالاً طائلة ليصدوا عنهم قتيبة فجاؤوا يثبطونه عن قتالهم، فقتلهم، ثم جمع الجيش وخطبهم وحثهم على القتال فقاتلوا أشد القتال وفتحوا الطوق وغنم منها أموالاً لا تحصى ثم اتجه ناحية الصين، ففتح المدن التي في أطرافها وانتصر عليها، وضرب عليهم الجزية، فأذعنت له بلاد ما وراء النهر كلها حتى وصل إلى أسوار الصين، حارب خلالها ثلاث عشرة سنة لم يضع فيها السلاح، إلى أن مات الخليفة الوليد بن عبد الملك فاستُخلف بعده أخوه سليمان بن عبد الملك وكان بينهما شيء وخلاف، فأراد أن يثور على سليمان فحصل بينهما خلاف شديد فقتله أحد الجنود في بلد اسمها فرغانة سنة 96هـ.

## بداية العمل الحربي
بدأ العمل الحربي 86 هجرية، وذلك عندما ولاه الحجاج بن يوسف الثقفي ولاية خراسان وهو إقليم شاسع مترامى الأطراف، لم يكن المسلمون قد واصلوا الفتح بعده، وكان المهلب بن أبى صفرة والياً على خراسان من عام 78 حتى 86 هجرية، وقد رأى الحجاج أن يدفع بدماء شابة جديدة في قيادة المجاهدين هناك، فلم يجد أفضل من قتيبة بن مسلم
لهذه المهمة.
سار قتيبة بن مسلم على نفس الخطة التي سار عليها آل المهلب، وهي خطة الضربات السريعة القوية المتلاحقة على الأعداء، فلا يترك لهم وقت للتجمع أو التخطيط لرد الهجوم على المسلمين، ولكنه امتاز عن آل المهلب بأنه كان يضع لكل حملة خطة ثابتة لها هدف ووجهة محددة، ثم يوجه كل قوته للوصول إلى هدفه.
وفي عصر الخليفة عبد الملك بن مروان ولاه مدينة الري، ثم ولاه بعدها خراسان عام 86هـ خلفاً للقائد المهلب بن أبى صفرة (ت 82 أو 83 هـ) الذي كان قد تولاها منذ عام 78هـ، وفور وصول قتيبة بن مسلم إلى خراسان، علا بهمته إلى فتح بلاد ما وراء النهرين، ونشر دين الإسلام فيها، فاسترد منطقة طخارستان (جزء من أفغانستان وباكستان حالياً) عام 86هـ، وأكمل فتح بخارى وما حولها من القرى والحصون بين سنتي 87- 90 هـ، ثم أكمل فتح إقليم سجستان، وإقليم خوارزم، ووصلت فتوحاته إلى مدينة سمرقند، الذي ضمها سنة 93هـ، ونجحت فتوحات بين سنتي 94-96 هجرية، في فتح حوض نهر سيحون بما فيه من مدن، ثم دخل أرض الصين وأوغل فيها ووصل مدينة كاشغر وجعلها قاعدة إسلامية، وكان هذا آخر ما وصلت إليه جيوش إسلامية في آسيا شرقاً ولم يصل أحد من المسلمين أبعد من ذلك قط.

## إستراتيجية قتيبة في الغزوات
قام قتيبة بن مسلم بتقسيم أعماله لأربع مراحل، حقق في كل واحدة منها فتح ناحية واسعة فتحاً ثبت فيه أقدام الدولة الأموية وما تابعها من دول إسلامية ردحا طويلا من الزمن. وهي كالآتي:-

### المرحلة الأولى
قام فيها بحملته على طخارستان السفلى فاستعادها وذلك سنة 86 هجرية، وطخارستان السفلى هي الآن جزء من أفغانستان وباكستان.

### المرحلة الثانية
قاد فيها حملته الكبرى على بخارى فيما بين سنتي 87 –90 هجرية وخلالها أتم فتح بخارى وما حولها من القرى والحصون، وكانت أهم مدن بلاد ما وراء النهر وأكثفها سكانا وأمنعها حصوناً.

### المرحلة الثالثة
قد استمرت من سنة 91- 93 هجرية، وفيها تمكن 'قتيبة' من نشر الإسلام وتثبيته في وادي نهر جيحون كله، وأتم فتح إقليم 'سجستان' في إيران الآن، وإقليم خوارزم 'يوجد الآن بين دول إيران وباكستان وأفغانستان'، ووصلت فتوحاته إلى مدينة 'سمرقند' في قلب آسيا وضمها إلى دولة الإسلام نهائياً.

### المرحلة الرابعة
وامتدت من سنة 94-96 هجرية، وفيها أتم قتيبة فتح حوض نهر سيحون بما فيه من مدن، ثم دخل أرض الصين وأوغل فيها ووصل مدينة كاشغر وجعلها قاعدة إسلامية وكان هذا آخر ما وصلت إليه جيوش إسلامية في آسيا شرقا ولم يصل أحد من المسلمين أبعد من ذلك قط.

## ما وقع بين قتيبة وملك الصين
قال ابن الأثير: وكان قتيبة بعد أن فتح كاشغر قد كتب له ملك الصين (الإمبراطور شوان زونغ) أن يبعث له رجلا شريفا يخبره عنهم وعن دينهم. فانتخب قتيبة عشرة لهم جمال وألسن وبأس وعقل وصلاح فأمر لهم بعدة حسنة ومتاع حسن من الخز والوشي وغير ذلك وخيول حسنة وكان منهم هبيرة بن مشمرج الكلابي فقال لهم إذا دخلتم عليه فأعلموه أني قد حلفت أني لا أنصرف حتى أطأ بلادهم وأختم ملوكهم وأجبي خراجهم.
فساروا وعليهم هبيرة فلما قدموا عليهم دعاهم ملك الصين فلبسوا ثيابا بياضا تحتها الغلائل وتطيبوا ولبسوا النعال والأردية ودخلوا عليه وعنده عظماء قومه فجلسوا ولم يكلمهم الملك ولا أحد ممن عنده فنهضوا فقال الملك لمن حضره: كيف رأيتم هؤلاء؟ فقالوا: رأينا قوما ما هم إلا نساء ما بقي منا أحد إلا انتشر ما عنده.
فلما كان الغد دعاهم فلبسوا الوشي والعمائم الخز والمطارف وغدوا عليه فلما دخلوا قيل لهم ارجعوا وقال لأصحابه كيف رأيتم هذه الهيئة؟ قالوا أشبه بهيئة الرجال من تلك فلما كان اليوم الثالث دعاهم فشدوا سلاحهم ولبسوا البيض والمغافر وأخذوا السيوف والرماح والقسي وركبوا. فنظر إليهم ملك الصين فرأى مثل الجبل فلما دنوا ركزوا رماحهم ودفعوا خيلهم كأنهم يتطاردون. فقال الملك لأصحابه: كيف ترونهم؟ قالوا ما رأينا مثل هؤلاء.
فلما أمسى بعث إليهم أن ابعثوا إلي زعيمكم فبعثوا إليه هبيرة فقال له ملك الصين: «قد رأيتم عظم ملكي وأنه ليس أحد منعكم مني وأنتم في يدي بمنزلة البيضة في كفي وإني سائلكم عن أمر فأن لم تصدقون قتلتكم».قال: «لِمَ صنعتم بزيكم الأول اليوم الأول والثاني والثالث ما صنعتم؟». قال هبيرة: «أما زينا الأول فلباسنا في أهلنا والثاني فزينا إذا أمنا أمراءنا والثالث فزينا لعدونا». قال: «ما حسن ما دبرتم دهركم فقولوا لصاحبكم ينصرف فإني قد عرفت قلة أصحابه وإلا بعثت إليكم من يهلككم». فقال له هبيرة: «كيف يكون قليل الأصحاب من أول خيله في بلادك وآخرها في منابت الزيتون؟ وأما تخويفك إيانا بالقتل فإن لنا آجالا إذا حضرت فاكرمها القتل ولسنا نكرهه ولا نخافه وقد حلف أن لا ينصرف حتى يطأ أرضكم ويختم ملوككم ويعطى الجزية».
أعادت هذه المقالة ملك الصين إلى صوابه فاعتدل في كلامه وقال لهبيرة: فما الذي يرضي صاحبكم؟. قال: إنه حلف ألا ينصرف حتى يطأ أرضكم، ويختم ملوككم، ويعطي الجزية. قال: فإنا نخرجه من يمينه ونبعث تراب أرضنا فيطأه ونبعث إليه ببعض أبنائنا فيختمهم ونبعث إليه بجزية يرضاها فبعث إليه بهدية وأربعة غلمان من أبناء ملوكهم ثم أجازهم فأحسن فقدموا على قتيبة فقبل قتيبة الجزية وختم الغلمان وردهم ووطئ التراب.
فقال سوادة بن عبد الملك السلولي:

## الأمير قتيبة وقبائلالترك
عندما قام المسلمون الأوائل بحركة الفتح الإسلامي في الشرق كان هناك عرقان من البشر تسكن هذه المنطقة، القبائل الساسانية أو الفارسية والقبائل التركية، وكان نهر المرغاب هو الحد الفاصل بين هؤلاء وهؤلاء، وقد تم إدخال القبائل الفارسية في الإسلام في عهد الخلفاء الراشدين، أما القبائل
التركية فقد كانت أكبر عدداً وأوسع انتشاراً منهم الأتراك الغزية والأتراك القراخطاى والأتراك القوقازيين والأتراك الأيجور والأتراك البلغار والأتراك المغول.
وكان لفتح قتيبة أثر كبير في إدخال الأتراك شرقي نهر المرغاب وفي بلاد ما وراء النهر في الإسلام.

## النهاية
كان قتيبة بن مسلم كما ذكر من قادة الحجاج بن يوسف الثقفي فقد كان يعلم مقدار كراهية سليمان بن عبد الملك للحجاج، فلما ولي الخلافة خشي قتيبة من انتقامه؛ لأنه وقف إلى جانب الوليد بن عبد الملك حين أراد أن يخلع أخاه سليمان من ولاية العهد ويجعلها لابنه؛ ولذلك عزم قتيبة على الخروج على سليمان فأرسل إليه 3 كتب الأول كتب فيه يهنئه بالخلافة ويذكر بلائه وطاعته لعبد الملك والوليد وأنه على مثل ذلك إن لم يعزله عن خرسان والكتاب الثاني يعلمه فيه بفتوحه ونكايته وعظم قدره عند ملوك العجم وهيبته في صدورهم ويذم أهل المهلب ويحلف بالله لئن استعمل يزيد بن المهلب على خرسان ليخلعنه. والكتاب الثالث كتب فيه خلعه. وأرسل الكتب مع رجل يثق به وقال له إدفع الكتاب الأول إلى سليمان فإن كان يزيد بن المهلب حاضر فقرأه وألقاه إليه فادفع إليه الثاني فإن قرأه وألقاه إليه فادفع إليه الثالث وإن قرأ الكتاب الأول ولم يدفعه إليه فاحبس الكتابين الآخرين. فقدم رسول قتيبة على سليمان بن عبد الملك دفع إليه الكتاب اليه فقرأه وألقاه إلى يزيد فدفع إليه الثاني فقرأه وألقاه إلى يزيد فدفع إليه الثالث فلما قرأه فتغير لونه وختمه وأمسكه بيده فأمر سليمان برسول قتيبة فأنزل وأحضره ليلا وأعطاه عهد قتيبة بخرسان ولكن قتيبة تسرع في خلع سليمان وجمع جموعًا لذلك عن رجاله وأهل بيته، لكن حركته فشلت وانتهت بقتله سنة (96 هـ = 715م) بسهم طائش من عملاء سليمان ابن عبد الملك وبعد وفاة هذا القائد العظيم مكرم العلماء وهازم الفرس المجوس جاء التميمي وكيع وقطع رأسه وأرسله إلى سليمان.
وقيل أنه لم يتمرد ولكن وقع ضحية مؤامرة حاكها بعض الطامعين بالولاية. ولكن هناك مقولة أخرى أن قتيبة بن مسلم الباهلي قد تجاوز فترة حكم سليمان بن عبد الملك وعاصر فترة حكم الخليفة الراشد الخامس عمر بن عبد العزيز، لأنه في عهد عمر بن عبد العزيز عقدت محكمة سمرقند وكان الخصوم كهنة سمرقند وقتيبة بن مسلم الباهلي، وعلى سير أحداث محكمة سمرقند دخل جميع أهلها في الإسلام وهو ما رجحه عدد من الباحثين.

## رثاءه
روي ابن زيني دحلان في كتابه الفتوحات الإسلامية (جزء 1 صفحة 199)ما قال احدهم (قتلتم قتيبة والله لو كان منا فمات لجعلناه في تابوت فكنا نستسقي به ونستفتح به)وفي نفس الكتاب صفحة (231)ما قالته ام امير فرغانه عندما حضرت إلى مقر الثائد نصر بن سيار للتوقيع على اتفاق صلح بعد مرور عشرين سنة على مقتل قتيبة بعد ان قدم لها القواد الموجودون بالمناسبة وكان فيهم الحجاج بن قتيبة بن مسلم الي احبته وسالت عنه (يا معشر العرب 000قتيبة ذلل لكم ما ارى وهذا ابنه تقعده دونك فحقه ان تجلسه أنت هذا المجلس وتجلس أنت مجلسه وعقدت الصلح ورجعت)من أرق الرثاء العاطفي ما رثاه به ابن جمانه الباهلي:
- وان لنا قبرين قبر بلنجر _وقبرا بصين ستان يا لك من قبر
- فذلك الذي بالصين عمت فتوحه _وهذا الذي يسقى به سبل القطر

وقبر بلنجر هو قبر سلمان بن ربيعة الباهلي فاتح ارمينيا وكان يسمى بلنجر لاستشهاده فيها وسمي سلمان الخيل وقبر الصين المقصود قبر قتيبة بفرغانه لقربها من الصين.

## أثره
كان قتيبة بن مسلم قائداً من كبار القادة الذين سجلهم التاريخ. فعلى يديه فتحت هذه البلاد التي تسمى اليوم بالجمهوريات الإسلامية التي انفصلت عما كان يسمى بالاتحاد السوفييتي، وتوغل حتى حدود الصين، وتدين كثير من هذه البلاد بدين الإسلام.

## أزواجه وذريته
قتيبة له ولد غير سلم: قطن بن قتيبة ووالدته أم ولد. ومن الأبناء الآخرين: الحجاج، وعبد الرحمن، ومسلم، وكثير، وصالح، وأمه هي الزعوم بنت إياس بن سعيد بن هانئ بن قبيصة. وعمر والدته من أم ولد ويوسف والدته من أم ولد.

### ذريته
من ذريته القاضي عبد الجبار بن قيس بن عبد الرحمن بن قتيبة بن مسلم الباهلي، قاضي مدينة طليطلة في الأندلس عينه الأمير هشام بن عبد الرحمن الداخل.
والقاضي محمد بن أحمد (قاضي) ابن الوليد (قاضي) ابن عبد الخالق (قاضي) ابن عبد الجبار بن قيس بن عبد الله بن عبد الرحمن بن قتيبة بن مسلم، وبطليطلة ووادي الحجارة قوم ينتمون إلى قتيبة بن مسلم.
ومثل سالم بن سعيد بن قتيبة قاضى خراسان، وكان كريماً جواداً منفقاً مبادراً، توفى فقال أحد الشعراء فيه: مضى ابن سعيد حيث لم يبق مشرق ولا مغرب إلأ له فيه مادخ.

## قبر قتيبة بن مسلم
وما زال قبره معلوماً في «وادي» فرغانة شرق أوزبكستان بالقرب من مدينة أنديجان.

## انظر
- ضريح قتيبة بن مسلم الباهلي
- كتيبان

## وصلات خارجية
- فلم نادر: ضريح الفاتح قتيبة بن مسلم  - د.جمال الدين الكيلاني - فديو اليوم السابغ 3-4-2017.